# Roumens
Roumens is een gemeente in het Franse departement Haute-Garonne (regio Occitanie) en telt 211 inwoners (2005). De plaats maakt deel uit van het arrondissement Toulouse.

## Geografie
De oppervlakte van Roumens bedraagt 3,6 km², de bevolkingsdichtheid is 58,6 inwoners per km².
De onderstaande kaart toont de ligging van Roumens met de belangrijkste infrastructuur en aangrenzende gemeenten.

## Demografie
De figuur toont het verloop van het inwonertal (bron: INSEE-tellingen).